# Belušky
Belušky este o arie protejată (arie specială de conservare — SAC, sit de importanță comunitară — SCI) din Slovacia întinsă pe o suprafață de 71,75 ha, integral pe uscat.

## Localizare
Centrul sitului Belušky este situat la coordonatele 49°01′36″N 21°57′44″E / 49.026727°N 21.962278°E.

## Înființare
Situl Belušky a fost declarat sit de importanță comunitară în septembrie 2015 pentru a proteja 4 specii de animale. Situl a fost protejat și ca arie specială de conservare în octombrie 2017.

## Biodiversitate
Situată în ecoregiunea alpină, aria protejată conține 2 habitate naturale: Fânețe de joasă altitudine (Alopecurus pratensis, Sanguisorba officinalis), Pajiști uscate seminaturale și facies de acoperire cu tufișuri pe substraturi calcaroase (Festuco-Brometalia) (* situri importante pentru orhidee).
La baza desemnării sitului se află mai multe specii protejate de  nevertebrate (4): Euplagia quadripunctaria, Isophya stysi, fluturele purpuriu (Lycaena dispar), Pholidoptera transsylvanica.